# 上曽峠
上曽峠（うわそとうげ）は、茨城県石岡市と同桜川市の境にある標高309mの峠である。

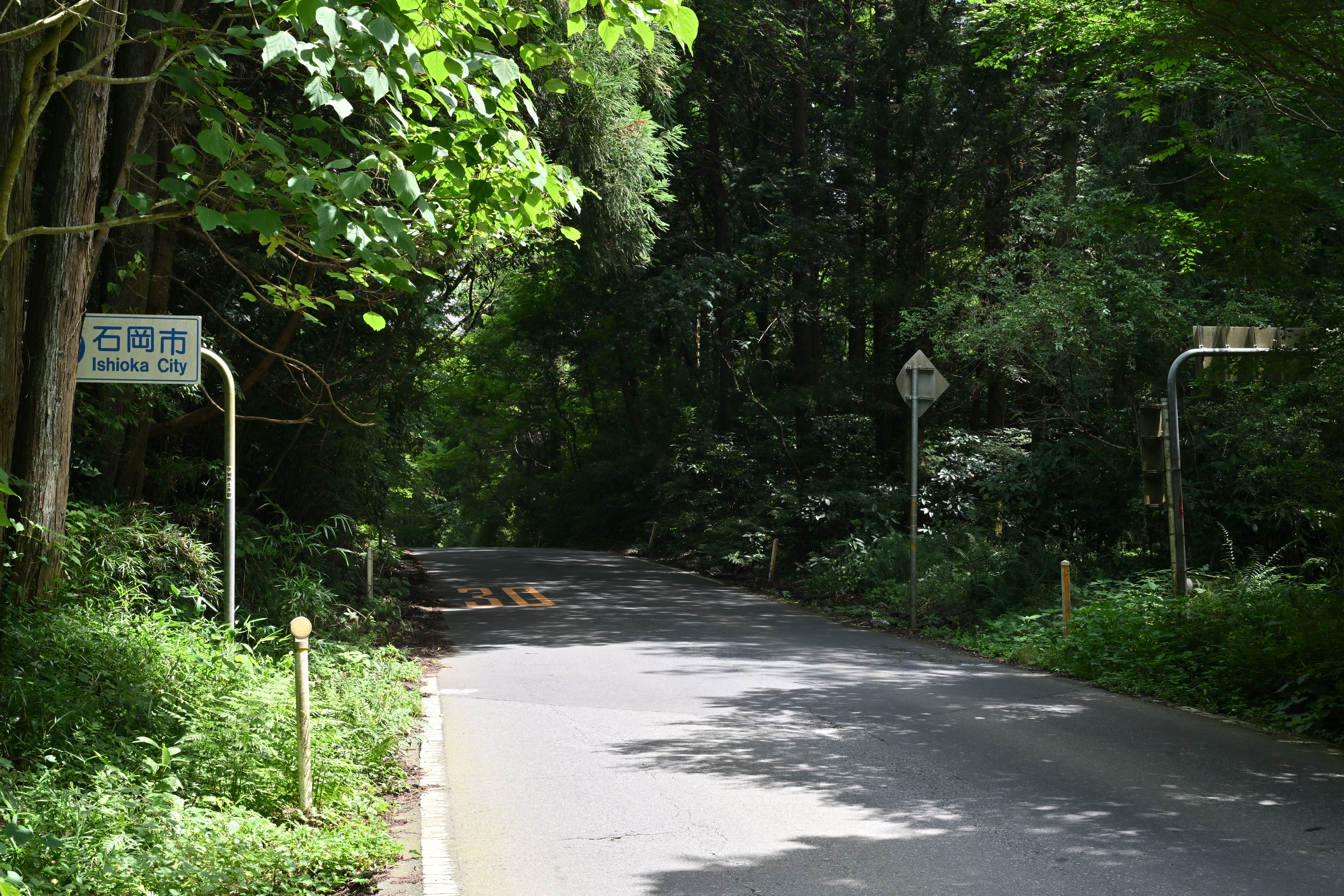
桜川市側から見た上曽峠（茨城県道7号石岡筑西線）

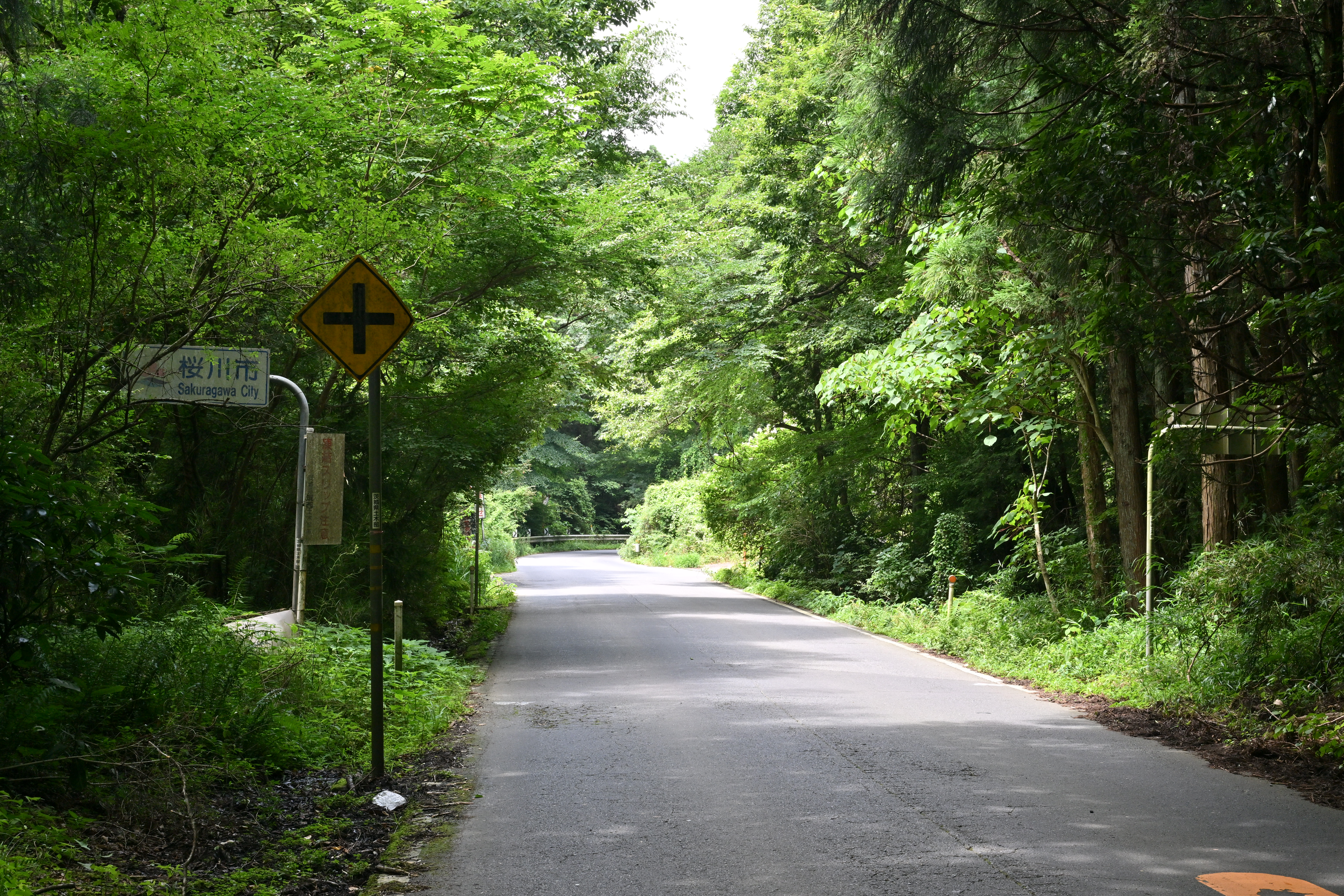
石岡市側から見た上曽峠

## 概要
南北に連なる筑波連山北部の峠の一つであり、きのこ山 (527.9 m) と弁天山 (414.4 m) の間に位置する。
石岡市方面と桜川市真壁町、筑西市方面を結び、筑波連山を東西に横断する県道7号石岡筑西線と、筑波連山の稜線を南北に縦走する北筑波稜線林道が峠で交差する交通の要衝でもある。
しかし、自動車の相互通行が困難なほど道路幅は狭い部分があるうえ、冬季は凍結が発生し、雨の季節は崖崩れが多いなど危険な区間として知られている。冬の降雪時には特に危険が伴うため、年に数回ほど通行止めとなる年もある。このため、2001年（平成13年）7月から上曽トンネルの工事が進められた。しかし、茨城県の財政難や取り付け道路の用地買収の遅れにより工事がストップ。その後、2018年にトンネル予定区間の石岡市と桜川市の両市が市道として整備することに合意し、トンネルの本体工事に着工。2025年9月27日に開通すると発表した。トンネルの長さは3.538キロ(石岡市1.939キロ、桜川市1.599キロ)で茨城県内最長の道路トンネルとなる。